# Adolf von Bomhard
Adolf von Bomhard, född 6 januari 1891 i Augsburg, död 19 juli 1976 i Prien am Chiemsee, var en tysk SS-Gruppenführer och generallöjtnant i Ordnungspolizei. 
von Bomhard var mellan 1942 och 1943 befälhavare för Ordnungspolizei (Orpo) i Reichskommissariat Ukraine och under hans ledning deltog Orpo i mordaktioner och likvideringar av getton.
Från 1960 till 1966 var han borgmästare i Prien am Chiemsee. Han kom aldrig att ställas till svars för sina handlingar i Ukraina under andra världskriget.

## Utmärkelser
- Järnkorset av första klassen (första världskriget)
- Järnkorset av andra klassen (första världskriget)
- Såradmärket i silver (första världskriget)
- Landesorden
- Bayerska militärförtjänstorden av fjärde klassen
- Ärekorset
- Krigsförtjänstkorset av första klassen med svärd
- Krigsförtjänstkorset av andra klassen med svärd
- Riddare av Johanniterorden
- SS Hederssvärd
- Totenkopfring